# Lawina (film 1984)
Lawina – polski telewizyjny film fabularny z 1984 roku w reżyserii Piotra Studzińskiego.

## Fabuła
Film opowiada o życiu i twórczości kompozytora Mieczysława Karłowicza, który zginął pod lawiną śnieżną  w Tatrach w dniu 8 lutego 1909 roku.

## Obsada
- Jerzy Schejbal - Mieczysław Karłowicz
- Maria Białobrzeska - Irena Karłowicz, matka Mieczysława
- Danuta Kowalska - kuzynka Karłowicza
- Jolanta Nowińska - kobieta na nartach
- Lech Bijałd
- Tadeusz Chudecki - Grzegorz Fitelberg
- Andrzej Głoskowski - mężczyzna słuchający artykułu Karłowicza
- Andrzej Łągwa
- Bogusław Sochnacki - notariusz
- Jan Zdrojewski - mężczyzna czytający artykuł Karłowicza w gazecie